# Oasis (canción de Puya)
«Oasis» es una canción interpretada por la banda puertorriqueña de rock latino Puya, que está incluida en su segundo álbum de estudio, titulado Fundamental (1999). Fue lanzada como también el primer sencillo de dicho disco por la discográfica MCA en ese mismo año

## Antecedentes
La canción fue escrita por el vocalista Cristian Aldana, y hace alusión a un lugar pueblo muy alejado de la gran ciudad y todo lo que hacen ahí.

## Lista de canciones

### CD - Promo[4]
| Oasis — Single |         |          |  |
| N.º            | Título  | Duración |  |
| 1.             | «Oasis» | 3:45     |  |

## Posiciones en las listas
| Listas                                    | Posición |
| ----------------------------------------- | -------- |
| Estados Unidos Billboard Hot Latin Tracks | 40       |

## Premios y nominaciones
| Año  | Publicación          | País          | Lista                                               | Puesto |
| ---- | -------------------- | ------------- | --------------------------------------------------- | ------ |
| 2006 | Alborde              | EUA           | 500 canciones del Rock Iberoamericano               | 189°   |
| 2009 | Rock en las Américas | Latinoamérica | Las 120 mejores canciones del rock hispanoamericano | 94°    |